# Studia Mathematica
O Studia Mathematica é um periódico matemático editado pela Academia de Ciências da Polônia.

## O periódico
O Studia Mathematica foi fundado em 1929 por Stefan Banach e Hugo Steinhaus em Lviv. Entre os principais tópicos da publicação, análise funcional, análise matemática e teoria das probabilidades, os artigos eram aceitos em inglês, alemão, francês e russo. Os primeiros editores foram Stefan Banach, Hugo Steinhaus e Herman Auerbach.
Devido à Segunda Guerra Mundial a publicação foi suspensa em 1940 com o volume 9, e somente pode ser retomada em 1948 com o volume 10 em Wrocław, pois Lviv não pertencia mais à Polônia.

## Consequências da guerra
Os primeiros volumes publicados após a guerra mostram em algumas notas de rodapé e publicações póstumas o impacto das atrocidades nazistas sobre a matemática polonesa.
No volume 10 Hugo Steinhaus escreveu em uma nota de rodapé sobre Herman Auerbach: Ce mathématicien distingué et homme de rare qualités d'esprit et de cœur a été assassiné par les Allemands à Lwów en 1942.
O artigo póstumo de publicado no volume 10, Quelques remarques sur les fonctionelles linéaires é precedido pelas seguintes linhas: L'auteur de ce travail a été assassiné par les Allemands en mars de 1943. Le manuscrit qu'il fut parvenir à la Rédaction en 1941 a été retrouvé récemment entre les papiers laissés par S. Banach.
No volume 11 de 1950 A. Alexiewicz expressa em uma nota de rodapé aposta à publicação de sua tese: Presented with some insignificant alterations as Doctor Thesis, on March 10, 1944 to the secret university in Lwów, during the terror of the German occupation.
O artigo póstumo de G. Sirvint publicado no volume 11, Weak compactness in Banach spaces, começa com as linhas introdutórias: The author was murdered by the Germans during the second world war. The present work was received by the editor in 1941 and has been prepared for print by A. Alexiewicz.